# Praça do Ciclista
Praça do Ciclista é o espaço de canteiro central da Avenida Paulista, na cidade de São Paulo, situado entre as ruas Bela Cintra e Consolação. Possui uma pequena área verde e um monumento a Francisco de Miranda (não relacionado à bicicleta).
Desde 2002, o local é o ponto de encontro dos participantes da Bicicletada. Recebeu batismo popular em fevereiro de 2006 pelo grupo que participou da Bicicletada daquele mês. Em 17 de outubro de 2007, seu nome foi oficializado através da Lei Municipal 14.530. A placa com o nome de logradouro foi afixada em 15 de setembro de 2009, quase dois anos depois da oficialização do nome.
Toda última sexta-feira do mês, a partir das 18h, os participantes da Bicicletada se reúnem nesse espaço para celebrar o uso da bicicleta como meio de transporte na cidade. Eventualmente são feitas intervenções na praça, como grafites relacionados ao tema. Às 20h, centenas de ciclistas saem em comboio para passear pela cidade, sempre retornando à Praça no final do percurso.
A Praça do Ciclista também é ponto de encontro em outros eventos de promoção da bicicleta, como o Vai na Terça, World Naked Bike Ride de São Paulo e a tradicional bicicletada do Dia Mundial Sem Carro (22 de setembro). No final de 2010, começou a ser utilizada também como ponto de saída de outras ações de luta pela cidadania, como manifestações contra o aumento da tarifa de ônibus e a marcha contra a homofobia.